# Satyajit Ray

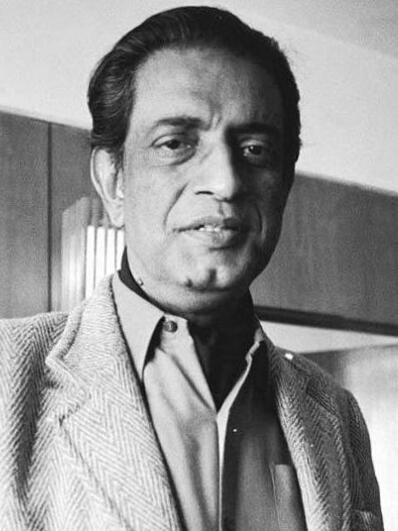
Porträt von Satyajit Ray

Satyajit Ray (bengalisch সত্যজিত্‍ রায়ⓘ Satyajit Rāẏ; * 2. Mai 1921 in Kalkutta; † 23. April 1992 ebenda) war ein indischer Filmregisseur des bengalischen Films. Er entwickelte einen vom Neorealismus des französischen und italienischen Films inspirierten, humanistischen Personalstil. Bei seinen Filmen übernahm er wesentliche Aufgaben selbst oder in enger Zusammenarbeit mit den Spezialisten; so war Ray an Casting, Regie, Kamera, Schnitt, Musik und Produktion beteiligt.

## Leben und Werk
Ray wurde in eine gutsituierte bengalische Künstlerfamilie geboren. Sein Großvater Upendrakishore Raychowdhury ist als Verfasser von Kinderliteratur, Musiker und Wissenschaftler bekannt, erwähnenswert insbesondere die Fabelsammlung Tuntunir Bai. Sein Vater Sukumar Ray war Bengalens beliebtester Verfasser von Nonsense-Versen (Sammlung: Khai Khai), er starb, als Ray zweieinhalb Jahre alt war. Ray selbst hat zahlreiche Bücher für Kinder geschrieben, darunter eine Reihe von Detektivgeschichten mit dem Detektiv Feluda und eine mit Professor Shanku, einem Wissenschaftler, als Hauptfiguren. Sein einziger Sohn Sandip Ray ist ebenfalls Filmregisseur.
Bereits sein Debüt Pather Panchali (1955) brachte ihm – und erstmals auch dem indischen Film – weltweite Anerkennung. Der Film errang ungefähr ein Dutzend Filmpreise, darunter den Sonderpreis der Jury bei den Filmfestspielen von Cannes 1956. Es war der erste Teil seiner Apu-Trilogie, die zu den Meilensteinen des internationalen Kinos zählt. Für seine Filme Mahanagar (1963) und Charulata (1964) erhielt er jeweils den Silbernen Bären der Berliner Filmfestspiele, Ashani Sanket (1973) wurde mit dem Goldenen Bären ausgezeichnet. 1978 bekam er für Shatranj Ke Khilari (sein einziger Film in Urdu/Hindi und Englisch), in dem auch Richard Attenborough als Darsteller zu sehen ist, einen Filmfare Award für die Beste Regie. Nachdem Ray in den 1980er Jahren zunächst krankheitsbedingt von der Filmarbeit zurücktreten musste, gelang ihm mit seinen Alterswerken Shakha Proshakha (1990) und Agantuk (1991), letzterer produziert von Gérard Depardieu, erneut herausragende Filmkunst.
Satyajit Ray verfilmte fast ausschließlich literarische Werke, neben eigenen auch Erzählungen anderer bengalischer Autoren. Sein größter kommerzieller Erfolg, der Kinderfilm Goopy Gyne Bagha Byne (1968), basiert auf einer Geschichte seines Großvaters Upendrakishore Raychowdhury. Das Heim und die Welt (1984) und Teen Kanya (1961) sind Verfilmungen von Prosawerken Rabindranath Thakurs, den er auch mit einem Dokumentarfilm würdigte. Mit Ganashatru (1989) schuf er eine indische Adaption von Henrik Ibsens Ein Volksfeind.
1961 war Ray Mitglied der Berlinale-Jury. 1987 wurde ihm die Auszeichnung Officier dans l’Ordre des Arts et des Lettres von François Mitterrand verliehen, der dazu eigens nach Kolkata zum bettlägerigen Ray reiste. Kurz vor seinem Tode 1992 erhielt er den höchsten indischen Zivilorden Bharat Ratna und wurde von der Academy of Motion Picture Arts and Sciences mit dem Oscar für sein Lebenswerk geehrt.
Die Verleihung in Abwesenheit Rays wurde mit den Worten begründet: „In recognition of his rare mastery of the art of motion pictures, and of his profound humanitarian outlook, which has had an indelible influence on filmmakers and audiences throughout the world.“ Er erhielt seine bedeutendste Trophäe auf dem Sterbebett.
Neben Ritwik Ghatak und Mrinal Sen war Ray der renommierteste bengalische Regisseur des nicht-kommerziellen Kinos.
Der japanische Regisseur Akira Kurosawa wird mit den Worten zitiert: „Das Kino von Ray nicht gesehen zu haben, heißt, in der Welt zu sein, ohne die Sonne oder den Mond zu sehen.“
1967 schrieb Ray auf der Grundlage einer eigenen Kurzgeschichte ein Drehbuch zu einem Film namens "The Alien". Im selben Jahr plante Columbia Pictures eine Verfilmung des Drehbuchs u. a. mit Marlon Brando und Peter Sellers in den Hauptrollen. Dies wäre Rays erster Film in Hollywood gewesen. Die Verfilmung kam jedoch nicht zustande. Als 1982 E.T. – Der Außerirdische veröffentlicht wurde, verwies u. a. Arthur C. Clarke auf inhaltliche Parallelen zwischen E.T. und Rays Drehbuch, insbesondere im Hinblick auf die charakterliche Beschreibung des Aliens. Steven Spielberg, der Schöpfer von E.T., widersprach den Plagiatsvorwürfen. Ray wiederum verzichtete auf eine gerichtliche Auseinandersetzung, obwohl er der Auffassung war, dass E.T. ohne sein in Hollywood zirkulierendes Drehbuch nicht möglich gewesen wäre.
Seit 1996 wird von der britischen Satyajit Ray Foundation der Satyajit Ray Award an den Regisseur verliehen, der mit seinem auf dem London Film Festival gezeigten Filmdebüt der filmischen Vision Rays am nächsten kommt.

## Filmografie

### Spielfilme
- 1955: Apus Weg ins Leben: Auf der Straße (Pather Panchali)
- 1957: Apus Weg ins Leben: Der Unbesiegbare (Aparajito)
- 1958: Parash Pathar
- 1958: Das Musikzimmer (Jalsaghar)
- 1959: Apus Weg ins Leben: Apus Welt (Apur Sansar)
- 1960: Devi
- 1961: Drei Töchter (Teen Kanya) – besteht aus 3 Episoden: Der Postmeister, Monihara und Samapti
- 1962: Kanchenjungha
- 1962: Abhijan
- 1963: Mahanagar
- 1964: Charulata – die einsame Frau (Charulata)
- 1964: Two
- 1965: Kapurush – Der Feigling (Kapurush)
- 1965: Mahapurush
- 1966: Der Held (Nayak)
- 1967: Chiriakhana
- 1968: Goopy Gyne Bagha Byne
- 1969: Aranyer Din Ratri
- 1970: Pratidwandi
- 1971: Seemabaddha
- 1973: Ferner Donner (Ashani Sanket)
- 1974: Sonar Kella
- 1975: Jana Aranya
- 1977: Die Schachspieler (Shatranj Ke Khilari)
- 1978: Joi Baba Felunath
- 1980: Hirak Rajar Deshe
- 1980: Pikoo
- 1981: Sadgati
- 1984: Das Heim und die Welt (Ghare Baire)
- 1989: Ganashatru
- 1990: Ein Baum und seine Zweige (Shakha Proshakha)
- 1991: Agantuk – Der Besucher (Agantuk)

### Dokumentarfilme
- 1961: Rabindranath Tagore
- 1971: Sikkim
- 1972: The Inner Eye
- 1976: Bala
- 1987: Sukumar Ray

## Schriften (Auswahl)
- The Apu Trilogy, SEA BOATING, Neuausgabe 2020 [Filmskripte und Interview], ISBN 978-0-85742-643-7
- My Years with Apu (The Penguin Ray Library), 2020, ISBN 978-0-14-024780-0
- The Collected Short Stories, Penguin 2020, ISBN 978-0-14-342505-2
- Our Films, Their Films, Orient Blackswan 2017, ISBN 978-81-250-1565-9
- Speaking of Films, Penguin 2020, ISBN 978-0-14-400026-5
- The Best of Satyajit Ray, 1500 S., Penguin 2023, ISBN 978-0-14-345947-7